# AMX-13
AMX-13 je francouzský lehký tank vyráběný v letech 1952 až 1987, užívaný zejména k průzkumu. Byl vyvinut ve francouzském Atelier de Construction d’Issy-les-Moulineaux a přijat byl pod označením Char 13t-75 Modèle 51. Kanón je pevně uložen ve výkyvné věži. První kusy byly vyzbrojeny kanónem ráže 75 mm, pozdější verze obdržely kanóny ráže 90 mm a 105 mm (3 granáty v zásobníku). Vyvezen byl do 26 zemí.
Izraelské obranné síly jej použily v šestidenní válce, kdy 138. záložní divize pod velením Ariela Šarona úspěšně pronikla egyptskými postaveními až k Suezskému průplavu.